# Legambiente
Legambiente je italská nezisková organizace, která patří k environmentálnímu hnutí. Sídlí na Via Salaria v Římě, má přes tisíc místních poboček a více než 115 000 členů. Je členem Mezinárodního svazu ochrany přírody a spolupracuje s italským ministerstvem životního prostředí. Jejím heslem je Pensare globalmente, agire localmente („Mysli globálně, jednej lokálně“) a ve svém programu se hlásí k environmentalismu založenému na respektu k vědeckým poznatkům.
Vznikla roku 1980 jako součást sdružení Associazione Ricreativa e Culturale Italiana, od něhož se osamostatnila na kongresu v Perugii v roce 1986. Původně nesla název Lega per l'Ambiente (Liga pro životní prostředí), který v roce 1992 změnila na kratší a nezaměnitelné Legambiente. V době po haváriích v Three Mile Island a Černobylu se liga stala vůdčí silou protijaderného hnutí v Itálii a iniciovala celostátní referenda o jaderné energii v letech 1987 a 2011. Prvním předsedou byl Chicco Testa, který se později stal poslancem a předsedou správní rady společnosti Enel a začal naopak prosazovat výstavbu atomových elektráren. Od roku 2018 stojí v čele organizace environmentální inženýr Stefano Ciafani.
Legambiente zorganizovalo akce jako byla Goletta Verde zaměřená na čistotu moře, Mal'Aria zaměřená na čistotu vzduchu, Puliamo il Mondo zaměřená na úklid odpadků, Ecomostro zaměřená proti megalomanským stavbám nebo Voler bene all'Italia zaměřená na zlepšení kvality života v malých vesnicích. Spolu s italskými státními železnicemi vypravuje každoročně „zelený vlak“, který po celé zemi šíří osvětu o ekologických dopadech dopravy. Podporuje lokální hnutí proti těžbě mramoru v Apuánských Alpách. Organizace také zahájila kampaň proti „ekomafii“, tj. firmám zaměřeným na nelegální ukládání odpadů. Legambiente vydává měsíčník La Nuova Ecologia a každoročně sestavuje zprávu o stavu životního prostředí v Itálii. Od roku 1989 pořádá kulturní a ekologický festival Festambiente.
Italští archeologové se v roce 2021 postavili proti návrhu Legambiente na zjednodušené řízení při povolování větrných elektráren.